# Elizabeth Françoise Dillon
Elizabeth Françoise Dillon, známá též jako Fanny Dillon či Fanny Bertrand (24. července 1785 v Gognies-Chaussée – 6. března 1836 v Saint-Maur) byla francouzská aristokratka, manželka generála Henriho-Gatiena Bertranda, velkomaršála paláce císaře Napoleona. Se svým manželem doprovázela císaře během jeho exilu na ostrov Svatá Helena.

## Životopis
Pocházela z šlechtické, francouzsko-irské, katolické rodiny, narodila se na zámku Château de Gontreuil na francouzsko-belgické hranici. Byla dcerou Artura Dillona a Laure de Girardin de Montgérald (1749-1817) kreolky z Martiniku. Fanny byla nevlastní sestrou Henriette Lucy Dillon, která se narodila z předchozího manželství jejího otce Arthura Dillona s Thérèse-Lucy de Rothe. Byla také vzdálenou sestřenicí císařovny Josefíny.
Krátce po jejím narození byl její otec jmenován guvernérem Tobaga a Dillon se se svou novou rodinu usadil na Martiniku. V roce 1789 byl zvolen poslancem za Martinik a vrátil se do Francie, aby zasedal v generálních stavech. Fanny s rodinou zůstala na ostrově. V roce 1795, když se Fanny dozvěděla o popravě otce, emigrovala s matkou a dvěma dětmi z předchozího manželství do Anglie. Její teta, lady Frances Jerninghamová se ujala její výchovy. Do Francie se vrátili až na začátku Konzulátu v roce 1802.
Císařovna si oblíbila Fanny, která tehdy žila v Beauregardu a byla součástí jejího nejbližšího doprovodu.
V roce 1808 se jejím manželem stal Henri-Gatien Bertrand. Občanský sňatek se konal v Paříži dne 16. září a církevní sňatek následující den v Saint-Leu v domě královny Hortensie. Fanny následovala manžela v souladu s úkoly, které mu císař svěřil. V září 1809, krátce po porodu, se rozhodla připojit ke svému manželovi na cestu do Vídně. Následovala svého manžela na misi při průzkumu opevnění v Chorvatsku a do Paříže se vrátila až 1. února 1811.
Dne 25. března 1811 Napoleon jmenoval generála Bertranda guvernérem Ilyrských provincií. Kvůli katastrofálnímu ruskému tažení Napoleon potřeboval generála Bertranda. Fanny se vrátila do Paříže sama se svou matkou a dětmi, Bertrand se musel vydat do Německa.
Když se generál Bertrand vrátil s Napoleonem z ostrova Elba, Fanny přistála dne 22. března 1815 poblíž Antibes na palubě feluky. Byla okamžitě zatčena a odvezena do Toulonu. Na příkaz prefekta Varu byla převezena do vězení marseillského soudu a posléze na pevnost If. André Masséna, tehdy velitel 8. vojenské divize, se ji neustále snažil dostat ven, což se podařilo 12. dubna 1815.
V době Napoleonova konečného exilu na Svatou Helenu se Fanny připojila ke svému manželovi. Na ostrově porodila své páté dítě. Ostrov opustila s manželem  27. května 1821 po Napoleonově smrti.
Zemřela dne 6. března 1836 na zámku Château de Laleuf v Saint-Maur. Je pohřbena na hřbitově Père Lachaise (oddělení 13) v Paříži.